# Dystrykt Atwima
Atwima – dawny dystrykt w regionie Ashanti. 12 listopada 2003 roku w wyniku reformy administracyjnej będącej polityką decentralizacji kraju wydzielono z niego nowy dystrykt Atwima Mponua, a pozostały obszar nazwano dystryktem Atwima Nwabiagya.